# 백인열
백인열(白仁烈, 1913년 2월 9일 ~ 2007년 2월 4일)은 대한민국의 독립운동가이다. 본관은 수원(水原). 호(號)는 한록(翰鹿).

## 생애

### 독립 운동
1930년 3월 여수고등수산학교(麗水高等水産學校) 졸업반에 재학 중 윤경현(尹炅鉉)·이용기(李容起) 등과 함께 비밀결사인 독서회를 조직하여 사회주의를 연구하고 민족의식을 고취하면서 항일투쟁을 전개했다. 광주학생운동이 전국으로 파급되면서 각급 학교에서는 독서회 형태의 항일 민족 비밀 결사가 결성되었는데 동 단체 역시 그와 같은 배경에서 조직되었다. 이들은 매주 1회씩 모임을 갖고 일제 식민통치의 부당성을 토론하고 사회주의 사상을 학습하였다. 1930년 3월 하순 백인열 등 9명은 여수 등대산(燈臺山) 등에서 결사창립에 합의를 보고 윤경현을 초대 회장으로 하여 결사를 창립하였다. 윤경현은 창립 취지로써 현대 사회에 있어서 유산자 및 무산자 계급의 불합리한 점을 역설하고 나아가 “우리는 일치 단결하여 그 계급 제도를 타파하고 만인 공유의 자유 평등한 사회를 수립하지 않으면 아니 되기 때문에 동 주의에 관한 지식을 함양하고 동 주의의 실행을 기하기 위해 먼저 「마르크스」 주의를 연구해야 한다. 이에 독서회를 창립하는 바이다”라고 하였다. 동 단체의 구성원들은 시내 종고산(鍾鼓山) 산정에서 모임을 가지며 일제와 맞서 싸우기를 맹세하면서 민족의식을 고취하였다. 이들은 동시에 다수가 만나는 것은 경찰에 발각될 우려가 있기 때문에 9명을 3조로 나누어 독서회를 개최하였으나, 이 일이 발각되면서 그는 체포되어 징역 1년, 집행유예 3년을 받았다.
이후 1935년에서 1948년까지 한국독립당 초급행정자치위원을 지냈고 만년에 접어들어 1996년 새정치국민회의 특임고문을 잠시 지냈다.

## 학력
- 1930년 여수고등수산학교 중퇴 (1977년 여수수산전문학교 명예 전문학사 학위 수여)
- 1956년 대한민국 국방대학교 행정학사 1기

### 명예 학사 학위
- 1986년 전남대학교 명예 철학박사

## 서훈
- 그는 93세 고령으로 비로소 독립유공을 인정받으며 대한민국 정부에서 2005년 대한민국 대통령 표창장을 받았다.